# Trabazos
Trabazos é um município raiano da Espanha na província de Zamora, comunidade autónoma de Castela e Leão, de área 93,45 km² com população de 1023 habitantes (2007) e densidade populacional de 9,92 hab/km².

## Demografia
| Variação demográfica do município entre 1991 e 2004 | Variação demográfica do município entre 1991 e 2004 | Variação demográfica do município entre 1991 e 2004 | Variação demográfica do município entre 1991 e 2004 |
| --------------------------------------------------- | --------------------------------------------------- | --------------------------------------------------- | --------------------------------------------------- |
| 1991                                                | 1996                                                | 2001                                                | 2004                                                |
| 1102                                                | 1003                                                | 910                                                 | 927                                                 |

## Povoações
- Latedo
- Nuez
- San Mamed
- San Martin del Pedroso
- Trabazos
- Villarino Trás la Sierra